# Georg Dannenberg
Georg Dannenberg (* 1931; † 1999 in Berlin) war ein deutscher Autor und Journalist.
Dannenberg arbeitete Mitte der 1950er-Jahre als Mitarbeiter am Deutschen Institut für Zeitgeschichte (DIZ) in Ost-Berlin. Ende der 1950er-Jahre kam er zum Rundfunk der DDR, wo er als „Funkdokumentarist“ und Zeitfunkredakteur des Deutschlandsenders arbeitete. Bekannt wurde Georg Dannenberg durch seine Dokumentationen und „Radiofilme“, die man heute dem Radio-Feature zurechnet.

## Schriften
- Zs. mit Lutz Kohlschmidt: Music power. Trost und Trug von Hitparaden. Leipzig [u. a.]: Urania-Verlag, 1985.